# Johannes Döparens kapell
Johannes Döparens kapell är en kyrkobyggnad i Piteå kommun.

## Kyrkobyggnaden
Johannes Döparens kapell ligger vid Hedens begravningsplats i Piteå och invigdes 1989. Kapellet är uppkallat efter Johannes Döparen.